# Domènec Pastor i Petit
Domènec Pastor i Petit, em espanhol' 'Domingo Pastor Petit' ', nascido em Hospitalet de Llobregat em 1927 e falecido em 30 de outubro de 2014, é historiador, jornalista e ensaísta espanhol, especialista em espionagem e inteligência, bem como em Guerra Civil Espanhola.

## Biografia
Domènec Pastor colabora regularmente na mídia e em revistas científicas e culturais: Estudos, Boletim de Moda, Caminhada, Saúde, La Vanguardia, Diario de Barcelona, Destino, O país, História e vida, História 16, Ya, Segurança internacional, Segurança.

## Publicações
Língua castelhana
- Espías en acción (1962)
- La mujer en el espionaje (1970)
- Anatomia del espionaje (1970)
- Diccionario del espionaje (1971)
- Los Secretos del mundo del espionaje, (1972)
- Espias y traidores de hoy: análisis de una epidemia -la espiomanía- a nivel planetario, (1974)
- Los Espías denuncian, (1976)
- La Guerra de los espías, (1976)
- Espionaje, España 1936-1939, (1977)
- La Cinquena columna a Catalunya, 1936-39, (1978)
- Secretos de la Guerra Civil files, (1978)
- La Guerra secreta: lo más increíble del espionaje, (1979)
- El bandolerismo en España, (1979)
- Espías españoles [del pasado y del presente], (1979)
- Famélica posguerra, (1979)
- Seguridad y autoprotección, (1980)
- Seguridad empresarial, (1982)
- Seguridad comercial, (1984)
- El Mensaje, (1984)
- Manual de seguridad ciudadana, (1986)
- Espionaje: la Segunda Guerra Mundial y España, (1990)
- El Contraespionaje industrial: estrategia y táctica, (1991)
- La Guerra psicológica en las dictaduras, (1994)
- Diccionario Enciclopédico del Espionaje, (1996)
- Hollywood responde a la Guerra Civil, (1936-1939) (1997)
- India: ángeles o demonios , (1997)

Língua catalã
- Un crit de rebellió, L'Hospitalet de Llobregat: Centre Catòlic, 1954; Pluja. 1954
- Objectiu: entrevistar Jesús, (1986)
- L'espia Lablonde a l'Ebre, Ràdio: Ràdio 4, 1980
- Els espies catalans, (1988)